# Michael Huemer
Michael Huemer (/ˈhjuːmər/; n. 27 decembrie 1969, SUA) este profesor de filozofie la Universitatea din Colorado, Boulder⁠(d). Acesta este un susținător al intuiționismului etic⁠(d), realismului naiv⁠(d), libertarianismul, veganismului și anarhismului filozofic⁠(d).

## Biografie
Huemer a absolvit Universitatea din California, Berkeley și și-a încheiat studiile doctorale la Universitatea Rutgers în 1998 sub coordonarea lui Peter D. Klein⁠(d).
Cartea sa Ethical Intuitionism⁠(d) (2005) a fost recenzată în Notre Dame Philosophical Reviews, Philosophy and Phenomenological Research⁠(d)  și Mind⁠(d).
Huemer este autorul lucrării The Problem of Political Authority⁠(d) (2013). În această carte, acesta susține că argumentele moderne pentru autoritatea politică⁠(d) eșuează și societatea poate funcționa cum se cuvine fără constrângerea statului. Într-o recenzie, filozoful Aeon J. Skoble a declarat că Huemer se alătură filozofilor secolului al XXI-lea care apără poziția anarhistă.

### Veganism
Huemer este un susținător al vegetarianismului etic (veganism). În 2016, Huemer a participat la o dezbatere cu Bryan Caplan despre modul etic în care tratăm animalele, inclusiv insectele. În 2018, Huemer a susținut că „în majoritatea covârșitoare a cazurilor actuale, consumatorii de carne nu au niciun motiv pe care ar putea să-l ofere pentru a justifica durerea și suferința cauzate de practica lor”.
Dialogues on Ethical Vegetarianism (2019) este o serie de dialoguri despre etica consumului de carne⁠(d). Peter Singer, care a redactat prefața cărții, a spus că „în viitor, când oamenii mă vor întreba de ce nu mânânc carne, le voi spune să citească această carte”.

## Lucrări
- Skepticism and the Veil of Perception (Rowman & Littlefield, 2001)
- Ethical Intuitionism (Palgrave Macmillan, 2005)
- The Problem of Political Authority (Palgrave Macmillan, 2013)
- Approaching Infinity (Palgrave Macmillan, 2016)
- Paradox Lost (Palgrave Macmillan, 2018)
- Dialogues on Ethical Vegetarianism (Routledge, 2019)
- Knowledge, Reality, and Value: A Mostly Common Sense Guide to Philosophy (2021)